# Murkel Dellien
Murkel Alejandro Dellien Velasco (* 16. September 1997 in Trinidad) ist ein bolivianischer Tennisspieler.

## Persönliches
Murkel ist der jüngere Bruder von Hugo Dellien, dem an zweithöchsten jemals notierten Spieler des Landes.

## Karriere
Dellien spielte nur wenige Matches auf der ITF Junior Tour. In der Jugend-Rangliste erreichte er mit Rang 983 seine höchste Notierung.
Bei den Profis spielte Dellien schon 2012 erste Turniere auf der drittklassigen ITF Future Tour. Bis 2015 nahm er unregelmäßig an Futures teil und konnte sich im Einzel und Doppel in der Weltrangliste platzieren, wenn auch nie innerhalb der Top 1000. Dellien begann 2016 ein Studium an der Wichita State University, wo er auch College Tennis spielte. Nach dem Abschluss 2021 mit dem Schwerpunkt Business legte er seinen Fokus voll auf seine Tenniskarriere.
In der zweiten Jahreshälfte von 2021 spielte sich Dellien in einige Viertelfinals im Einzel und gewann drei Titel im Doppel, sodass er das Jahr im Einzel und Doppel das erste Mal in den Top 1000 beendete. Zudem gab er gegen Zizou Bergs sein Debüt für die bolivianische Davis-Cup-Mannschaft. Das entscheidende letzte Einzel in der ersten Runde der Weltgruppe verlor er gegen Ruben Bemelmans. 2022 unterlag er in allen drei Einzelmatches, die er für sein Land spielte. Beim ersten Turnier der ATP Challenger Tour, das gleich Anfang 2022 spielte, konnte er aus der Qualifikation heraus ohne Satzverlust das Halbfinale erreichen. Dort verlor er gegen Facundo Díaz Acosta. Im Jahresverlauf zog er in sechs Future-Finals ein, von denen er vier gewann. Im Doppel gewann er vier Futures, scheiterte zweimal im Halbfinale eines Challengers und erreichte das Endspiel von Corrientes und Prag. Er machte im Ranking in beiden Classements große Sprünge. Das Einzeljahr schloss er auf Rang 330 ab, im Doppel auf Platz 229, was jeweils auch etwas seinem Karrierehoch entspricht. Beim ersten Turnier 2023, abermals in Tigre, setzte er sich gegen vier Spieler in Folge durch und zog ins erste Challenger-Endspiel seiner Karriere ein, wo er Juan Manuel Cerúndolo in drei Sätzen unterlag.

## Erfolge
| Legende (Anzahl der Siege) |
| Grand Slam                 |
| ATP Finals                 |
| ATP Tour Masters 1000      |
| ATP Tour 500               |
| ATP Tour 250               |
| ATP Challenger Tour (4)    |

### Einzel

#### Turniersiege
| Nr. | Datum        | Turnier | Belag | Finalgegner  | Ergebnis |
| --- | ------------ | ------- | ----- | ------------ | -------- |
| 1.  | 7. Juli 2024 | Brașov  | Sand  | Dmitri Popko | 6:3, 7:5 |

### Doppel

#### Turniersiege
| Nr. | Datum           | Turnier        | Belag | Partner                | Finalgegner                           | Ergebnis          |
| --- | --------------- | -------------- | ----- | ---------------------- | ------------------------------------- | ----------------- |
| 1.  | 6. Mai 2023     | Coquimbo       | Sand  | Valerio Aboian         | Tomás Farjat Facundo Juárez           | 7:64, 6:0         |
| 2.  | 27. Januar 2024 | Punta del Este | Sand  | Federico Agustín Gómez | Guido Andreozzi Guillermo Durán       | 6:3, 6:2          |
| 3.  | 5. Oktober 2024 | Buenos Aires   | Sand  | Facundo Mena           | Felipe Meligeni Alves Marcelo Zormann | 1:6, 6:2, [12:10] |